# Cephalelus bicoloratus
Cephalelus bicoloratus är en insektsart som beskrevs av Evans 1947. Cephalelus bicoloratus ingår i släktet Cephalelus och familjen dvärgstritar. Inga underarter finns listade i Catalogue of Life.